# 河原院
河原院（かわらのいん）は、京都六条にあった源融の邸宅である。

## 概要
南は六条大路、北は六条坊門小路、東は東京極大路、西は萬里小路に囲まれた4町（一説には8町）の広大な敷地で、陸奥国塩竈の風景を模して庭園を作り、尼崎から毎月30石の海水を運んで塩焼き（製塩）を楽しんだという。融の死後は子の昇が相続し、昇は宇多上皇に献上して仙洞御所となった。後に融の三男の仁康に与えられ寺となったが、仁康が祗陀林寺を創建する際に河原院の本尊が移され、その後、数度の火災で荒廃した。
跡地の一部には江戸時代に渉成園が作られた。
『源氏物語』の注釈書『河海抄』には、光源氏の邸宅「六条院」のモデルの一つが河原院だとある。また夕顔と一夜を明かした某院も河原院がモデルだという。

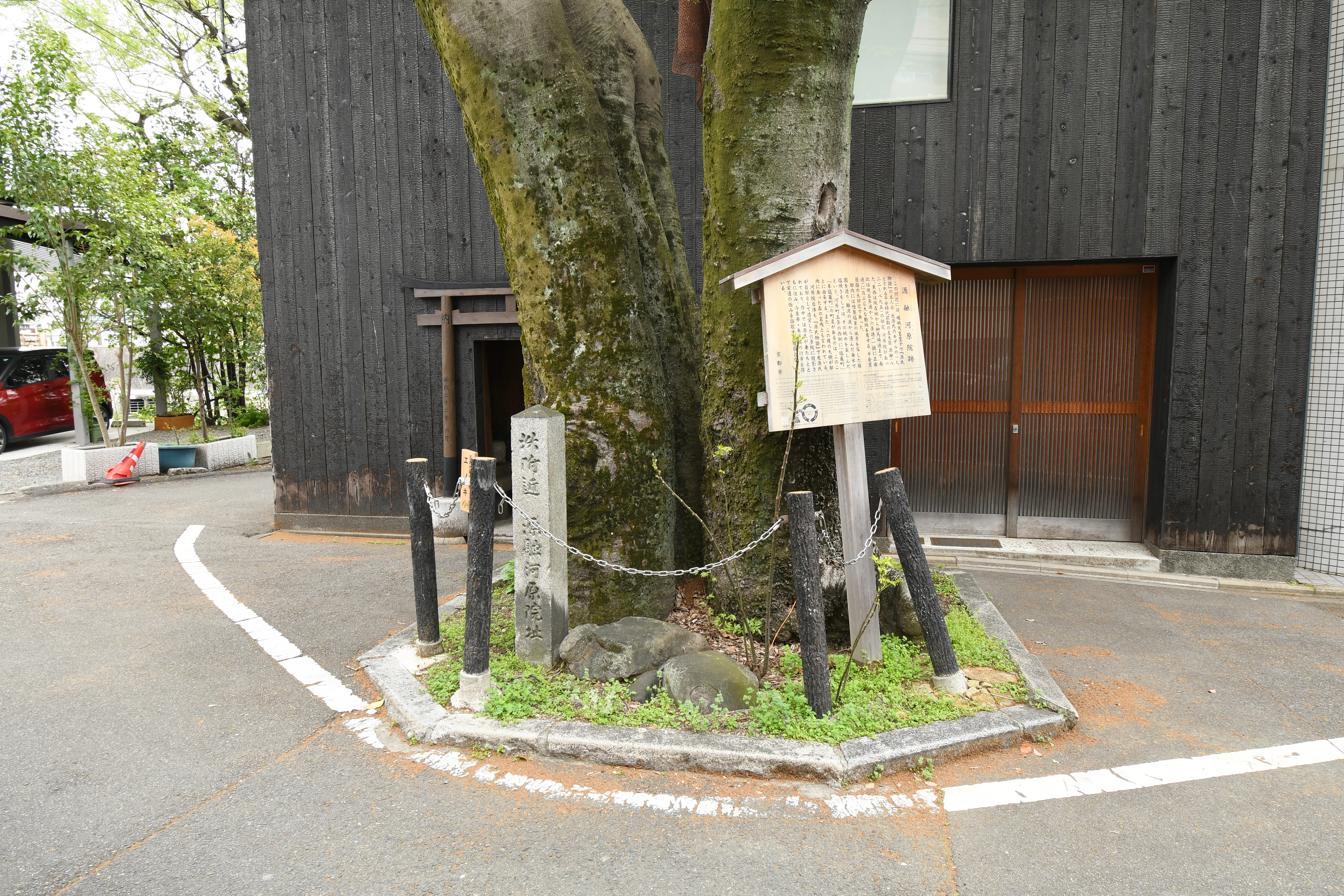
源融河原院址碑

現在の下京区木屋町通五条下ルに「河原院址」の石碑がある。一帯は河原院の庭の中の島「籬の島」が鴨川の氾濫によって埋没したものと伝えられた「籬の森」の跡で、石碑の隣にある老木の榎は森にあった木の最後の1本だというが、石碑の位置は河原院の推定地より少しだけ外にはみ出ている。

## 説話
河原院には融の幽霊が出るということでも有名で、『今昔物語集』などにいくつかの話が載っている。
- 『今昔物語集』27-2 -- 宇多上皇が滞在中に融の霊が現れ「ここは私の家です」と言ったので、上皇が「お前の息子から貰ったのだ」と一喝すると、それ以降、融の霊は現れなくなった。
- 『江談抄』 -- 宇多上皇が京極御息所と河原院で夜を過ごしていると、融の霊が現われ「御息所がほしい」と言った。上皇は断ったが、御息所は死んだようにぐったりとしていた。上皇は急ぎ宮中に戻り、僧に祈祷させたところ、御息所は生き返った。
- 『紫明抄』 -- 宇多上皇が御息所と河原院で月を眺めていると、何物かが御息所を建物の中へ引き入れようとした。上皇が「何物か」と問うと「融」と答えがあり、御息所は放されたが、すでに御息所は息絶えていた。
- 『今昔物語集』27-17 -- 東国から上京した夫婦が、荒れはてた河原院で一夜を明かそうとしたが、夫が馬を繋いでいる間に妻は建物の中から差し出された手に捕えられた。夫が戸を開けようとしても堅く閉ざされて開かない。戸を壊して中に入ってみると、そこには血を吸いつくされた妻の死体が吊るされていた。